# Benedikt Staubitzer
Benedikt Staubitzer (* 5. Dezember 1990 in Garmisch-Partenkirchen) ist ein ehemaliger deutscher Skirennläufer. Er startete für den SC Mittenwald.

## Biografie
Staubitzer startete im März 2012 zum ersten Mal im Alpinen Skiweltcup. Der Riesenslalom, bei den er im ersten Lauf ausschied, fand in Kranjska Gora statt. Seine ersten Weltcuppunkte holte er im Februar 2013 in Garmisch-Partenkirchen mit dem 15. Platz im Riesenslalom. Im Februar 2016 erreichte er in Hinterstoder mit dem 11. Platz im Riesenslalom sein bisher bestes Weltcupresultat. Am 23. Oktober 2016 gewann er mit dem zwölften Platz beim ersten Riesenslalom-Weltcuprennen der Saison 2016/17 in Sölden erneut Weltcup-Punkte.
Ende März 2020 gab er seinen Rücktritt vom aktiven Skirennsport bekannt.

## Erfolge

### Weltcup
- 3 Platzierungen unter den besten 15

### Weltcupwertungen
| Saison  | Gesamt | Gesamt | Riesenslalom | Riesenslalom |
| Saison  | Platz  | Punkte | Platz        | Punkte       |
| ------- | ------ | ------ | ------------ | ------------ |
| 2012/13 | 115.   | 16     | 38.          | 16           |
| 2013/14 | 139.   | 6      | 49.          | 6            |
| 2014/15 | -      | -      | -            | -            |
| 2015/16 | 117.   | 24     | 41.          | 24           |
| 2016/17 | 116.   | 22     | 42.          | 22           |